# Anne Grethe Jensen
Anne-Grethe Jensen, född den 7 november 1951 i Vejlø i Danmark, är en dansk ryttare.
Hon tog OS-silver i den individuella dressyren i samband med de olympiska ridsporttävlingarna 1984 i Los Angeles.